# Heliconius flavescens
Heliconius flavescens är en fjärilsart som beskrevs av Gustav Weymer 1890. Heliconius flavescens ingår i släktet Heliconius och familjen praktfjärilar. Inga underarter finns listade i Catalogue of Life.